# واکبورو (کارولینای شمالی)
واکبورو (به انگلیسی: Oakboro) شهری در ایالت کارولینای شمالی کشور ایالات متحده آمریکا است که جمعیت آن در سرشماری سال ۲۰۱۰ میلادی، ۱٬۸۵۹ نفر بوده‌است.